# Kongespillet fra Ur
Kongespillet fra Ur er det spil, der blev fundet i kongegravene i Ur i 1920'erne.
De to spil er fra tiden før år 2600 f.Kr., og er blandt de ældste brætspil, der er fundet.
Spillet blev spillet med sorte og hvide brikker og en tetraeder-terning, hvor det sandsynligvis gjaldt om først at gennemføre spillets felter med sine brikker.
Et af de to eksemplarer er udstillet i British Museum i London.
I 1980'erne kom den britiske assyriolog Irving Finkel, der er kurator på British Museum, med et bud på, hvordan reglerne for spillet har været, efter han havde forsket i kileskrift på adskillige lertavler fra mesopotamien.